# Tibouchina kunhardtii
Tibouchina kunhardtii är en tvåhjärtbladig växtart som beskrevs av Henry Allan Gleason. Tibouchina kunhardtii ingår i släktet Tibouchina och familjen Melastomataceae. Inga underarter finns listade i Catalogue of Life.